# Temporada 1947-1948 del RCD Espanyol
Dades de la Temporada 1947-1948 del RCD Espanyol.

## Fets Destacats
- 7 de desembre de 1947: Lliga: Espanyol 2 - FC Barcelona 1[4]
- 2 de gener de 1948: Per segon cop en menys de sis mesos la Federació Espanyola destitueix el president del club José Salas Paniello, que és substituït per Francisco Javier Sáenz y Sáenz.[5]
- 4 de gener de 1948: Lliga: Espanyol 5 - Sporting de Gijón 1[6]
- 7 de març de 1948: Lliga: Espanyol 2 - Reial Madrid 0[7]
- 28 de març de 1948: Lliga: FC Barcelona 5- Espanyol 1[8]
- 2 de maig de 1948: Copa, vuitens de final: Espanyol 2 - Reial Madrid 1[9]
- 9 de maig de 1948: Copa, vuitens de final: Reial Madrid 0 - Espanyol 1[10]

## Resultats i Classificació
- Lliga espanyola: Vuitena posició amb 24 punts (26 partits, 9 victòries, 6 empats, 11 derrotes, 39 gols a favor i 47 en contra).
- Copa d'Espanya: Semifinalista. Eliminà el Reial Madrid i Reial Múrcia, però fou vençut pel Celta de Vigo a semifinals després de dos partits de desempat, el segon perdut a la pròrroga.

## Plantilla
| P   | Jugador               | Lliga | Lliga | Copa d'Espanya | Copa d'Espanya |
| P   | Jugador               | PJ    | G     | PJ             | G              |
| --- | --------------------- | ----- | ----- | -------------- | -------------- |
| POR | Josep Trias           | 26    | -47   | 9              | -11            |
| POR | Josep M. Martí Torres | -     | -     | -              | -              |
| POR | Ferran Ferrús         | -     | -     | -              | -              |
| DEF | Josep Mariscal        | 25    | -     | 1              | -              |
| DEF | Josep Casas           | 21    | -     | 9              | -              |
| DEF | Antoni Fàbregas       | 12    | -     | 4              | 1              |
| DEF | Joan Venys            | 10    | -     | 8              | -              |
| DEF | Josep Parra           | 10    | -     | -              | -              |
| DEF | Joaquim Rigau         | 4     | -     | -              | -              |
| DEF | José García Santonja  | 3     | -     | 1              | -              |
| DEF | Ciril Miernau         | 1     | -     | 3              | -              |
| DEF | Abraham Carnicero     | -     | -     | 5              | -              |
| DEF | Ricard Teruel         | -     | -     | -              | -              |
| MIG | Rosendo Hernández     | 23    | 9     | 7              | 4              |
| MIG | Fèlix Llimós          | 22    | -     | 9              | 2              |
| MIG | Josep Artigas         | 19    | 4     | 8              | 2              |
| MIG | Mariano Veloy         | 16    | 2     | 8              | 2              |
| MIG | Diego                 | 10    | 1     | 5              | 1              |
| MIG | Ramon Celma           | 10    | -     | 5              | -              |
| MIG | Manel Artigas         | 3     | -     | -              | -              |
| MIG | Gaspar Trinxant       | 2     | -     | -              | -              |
| MIG | José Luis Piquín      | -     | -     | 8              | 1              |
| MIG | Josep Ricart          | -     | -     | 2              | -              |
| DAV | Ángel Calvo           | 22    | 12    | -              | -              |
| DAV | Jaume Sospedra        | 19    | 3     | -              | -              |
| DAV | Antoni Segarra        | 12    | 5     | 4              | 1              |
| DAV | Basilio               | 10    | 1     | -              | -              |
| DAV | Francesc Guarch       | 4     | 1     | -              | -              |
| DAV | Josep Munné           | 2     | 1     | 2              | 2              |
| DAV | Bartolomé Murillo     | -     | -     | 1              | -              |